# Himertosoma kivuense
Himertosoma kivuense är en stekelart som först beskrevs av Pierre L. G. Benoit 1955.  Himertosoma kivuense ingår i släktet Himertosoma och familjen brokparasitsteklar. Inga underarter finns listade i Catalogue of Life.